# А брив дем хавер Ворошилов
«А брив дем хавер Ворошилов» (идиш אַ בריוו דעם חבר וואָראָשילאָוו‎, «Письмо товарищу Ворошилову») — советская песня 1930-х годов на идише. Слова поэта Льва Квитко, музыка композитора Ревекки Боярской, песню исполнял певец Саул Любимов. В 1938 году выпущена на грампластинке Апрелевским заводом. На пластинке аккомпанемент на фортепиано исполняет композитор Абрам Жак.
Песня поётся от имени мальчика, который обращается к народному комиссару обороны Клименту Ворошилову. Он рассказывает о своём старшем брате, который уходит служить в Красную армию. Мальчик просит послать его брата в бой, если на советскую страну нападут фашисты, «задумавшие войну». В случае смерти брата он обещает «быстро подрасти» и с оружием в руках занять его место на посту.
На русском языке стихотворение «Письмо Ворошилову» в переводе Самуила Маршака опубликовал журнал «Мурзилка» в феврале 1936 года. Тогда же появилась песня на русском языке композитора Павла Акуленко (или по другой версии — Евгения Жарковского). Песню на русском от лица мальчика исполняла Эдит Утесова, представая, по словам Глеба Скороходова, как «талантливая травести».
Также на эти стихи в 1936 году издана песня Самуила Фейнберга.